# Qanysch Sätbajew

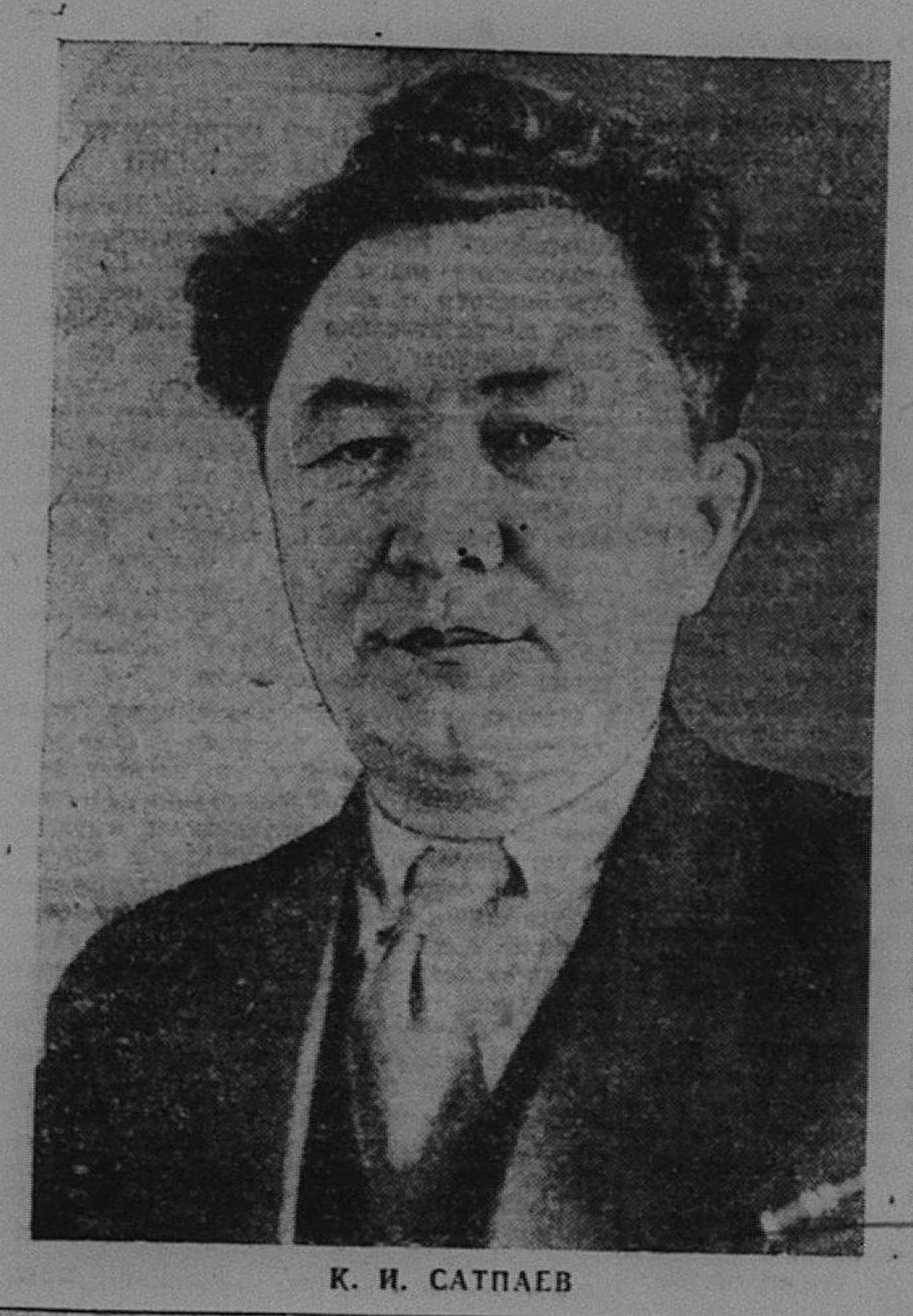

Qanysch Îmantajuly Sätbajew (Satpaev) (* 31. Märzjul. / 12. April 1899greg. im Gebiet Pawlodar; † 31. Januar 1964 in Moskau) war Geologe, einer der Begründer der sowjetischen und kasachischen Lagerstättenkunde, Mitglied der Akademie der Wissenschaften der UdSSR und der erste Präsident der Akademie der Wissenschaften der Kasachischen SSR.

## Biographie
Sätbajew stammt aus dem Aul Nr. 4 im heutigen Bajanaul bei Pawlodar. 1921 lernte er dort den russischen Professor Michail Antonowitsch Ussow aus Tomsk kennen. Unterhaltungen mit Prof. Usow weckten seine Interesse an der Geologie und er begann ein Studium am Technologischen Institut Tomsk. Später kehrte er in seine Heimat zurück.

## Verdienste
- Entdeckung einer der weltgrößten Kupfererzlagerstätten im Gebiet zwischen Ulutau und Schesqasghan
- Entdeckung von Manganerzen in Kasachstan während des Zweiten Weltkrieges (wichtig für die Panzerstahl-Erzeugung; in diesen Jahren stammten rund 70 % des Mangans aus der von Sätbajew entdeckten Lagerstätte)
- Gründung des Geologischen Institutes von Kasachstan
- Gründung der Akademie der Wissenschaften der Kasachischen SSR 1944 unter Mitwirkung von Sätbajew
- Autor von über 640 wissenschaftlichen Forschungsarbeiten
- Die Genauigkeit der von ihm erstellten Karten mit geologischen Vorhersagen für Zentralkasachstan macht diese bis heute wertvoll.

## Ehrungen
- nach Sätbajew sind benannt:

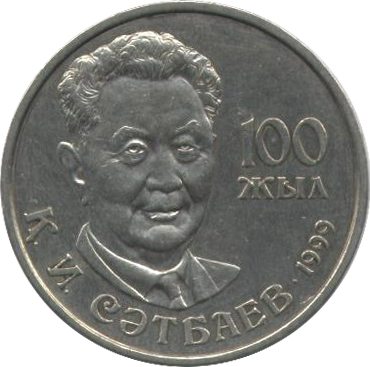
Kasachische Geldmünze

  - die Stadt Sätbajew im Gebiet Qaraghandy
  - der Irtysch-Qaraghandy-Kanal
  - der Asteroid (2402) Satpaev, entdeckt am 31. Juli 1979 vom sowjetischen Astronomen Nikolai Stepanowitsch Tschernych
  - das Mineral Satpaevit 6Al (OH)3×3v (O2OH)×2v {O (OH)2}
  - die Kasachische Nationale Technische Sätbajew-Universität
  - ein Gletscher und ein Berggipfel im Dsungarischen Alatau
  - Straßen und Schulen
- Auszeichnungen:
  - Leninpreis (1958)
  - Stalinpreis (1942)
  - Leninorden (1940, 1945, 1957, 1963)
  - Orden des Vaterländischen Krieges II. Klasse (1945)[2]
  - 2 Orden und Medaillen

## Werke
- Satpaev K. I. Die Naturreichtümer Kasachstans: (Erzlagerstätten) // Presse der Sowjetunion. 1955. № 130. S. 2839–2840.
- Satpaev K., Krejter W., Koserenko W. Auch die Geologie muß rechnen: (Die Lagerstätten-Erkundungsmethoden müssen vervollkommnet werden) // Z. Angew. Geol. 1963. Bd. 9. H. 9. S. 467–468.